# 11 Short Stories of Pain & Glory
Albums de Dropkick Murphys
Signed and Sealed in Blood
11 Short Stories of Pain & Glory est le neuvième album studio du groupe de punk celtique Dropkick Murphys. Sorti le 6 janvier 2017 sur le label du groupe, Born & Bred Records.

## Titres
Les onze pistes de cet album sont :
| 1.    | The Lonesome Boatman    | 2:43 |
| 2.    | Rebels With A Cause     | 3:01 |
| 3.    | Blood                   | 4:02 |
| 4.    | Sandlot                 | 3:45 |
| 5.    | First Class Loser       | 2:55 |
| 6.    | Paying My Way           | 3:54 |
| 7.    | I Had A Hat             | 3:02 |
| 8.    | Kicked To The Curb      | 3:26 |
| 9.    | You'll Never Walk Alone | 3:22 |
| 10.   | 4-15-13                 | 4:47 |
| 11.   | Until The Next Time     | 3:47 |
| 38:44 |                         |      |

## Personnel
- Al Barr : chant
- James Lynch : guitare, chant
- Ken Casey : basse, chant
- Matt Kelly : batterie, chant, bodhrán (tambour irlandais traditionnel)
- Tim Brennan : accordéon, guitare acoustique, flûte de pan, violon
- Jeff DaRosa : banjo, guitare